# Lomaspilis bithynica
Lomaspilis bithynica là một loài bướm đêm trong họ Geometridae.